# Pimelodus tetramerus
Pimelodus tetramerus is een straalvinnige vissensoort uit de familie van antennemeervallen (Pimelodidae). De wetenschappelijke naam van de soort is voor het eerst geldig gepubliceerd in 2006 door Ribeiro & Lucena.